# 한필화
한필화(韓弼花, 1942년 1월 21일~)는 조선민주주의인민공화국의 스피드스케이팅 선수, 지도자이다.

## 생애
1942년 1월 21일 평안남도 진남포에서 태어났다. 1959년부터 모란봉체육단 소속 스피드스케이팅 선수로 활동했으며 1963년에 조선민주주의인민공화국 국가대표 선수가 되었다. 조선민주주의인민공화국이 동·하계를 통틀어 처음 참가한 올림픽인 1964년 동계 올림픽 여자 스피드스케이팅 3000m 종목에서 예상 외의 은메달을 획득하면서 주목을 받았는데 당시 이 메달은 아시아인 최초의 동계 올림픽 스피드 스케이팅 종목 메달이자 아시아 여성 선수 최초의 동계 올림픽 메달이다. 
1968년 동계 올림픽에는 불참했고 1972년 동계 올림픽 3000m에서 9위를 한 후 은퇴했으며 조선민주주의인민공화국을 빛낸 운동 선수로 김일성상 계관인과 인민체육인 칭호를 받는 등 체육인으로는 최고의 영예를 누렸다. 1998년에는 최고인민회의 제10기 회의원을 지냈다.
한편 그의 오빠 한필성은 6·25 전쟁 중 월남하였는데 대한민국에서는 오빠와의 상봉 문제로 언론에 보도되기도 했고 1971년 일본 아사히 신문의 주선으로 한필성씨는 대회 참가차 일본에 머물던 한필화와 전화 통화를 했으며 전화로 남매가 확인되자 한필성씨는 한필화를 만나기 위해 곧바로 일본으로 건너갔으나 조선민주주의인민공화국 측의 거부로 만남이 이루어지지 못했다.
이후 한필화는 일본 삿포로에서 열린 1990년 동계 아시안 게임에 임원으로 참가했으며 이 때 다시 한필성씨가 일본을 방문하면서 이들 남매는 극적으로 상봉하였고 이 때 한필성씨는 북에 있는 모친과 월남 후 처음으로 전화 통화를 했다.
이후 한필성은 고령의 어머니를 만나기 위해 여러 방법을 추진했으나 불발되었고 결국 한필성의 어머니는 1998년 4월 19일 세상을 떠났으며 한필성 자신도 15년 뒤인 2013년 향년 80세를 일기로 생애를 마감했다.